# Ronde van Italië 2020/Tiende etappe
De tiende etappe van de Ronde van Italië 2020 werd verreden op 13 oktober tussen Lanciano en Tortoreto. 
| Lanciano – Tortoreto (177,0 km) |                    |                       |          |
| Plaats                          | Naam               | Ploeg                 | Tijd     |
| 1                               | Peter Sagan        | BORA-hansgrohe        | 4u01'56" |
| 2                               | Brandon McNulty    | UAE Team Emirates     | + 19"    |
| 3                               | João Almeida       | Deceuninck–Quick-Step | + 23"    |
| 4                               | Ben Swift          | Team INEOS Grenadiers | z.t.     |
| 5                               | Jai Hindley        | Team Sunweb           | z.t.     |
| 6                               | Rafał Majka        | BORA-hansgrohe        | z.t.     |
| 7                               | Patrick Konrad     | BORA-hansgrohe        | z.t.     |
| 8                               | Wilco Kelderman    | Team Sunweb           | z.t.     |
| 9                               | Domenico Pozzovivo | NTT Pro Cycling       | z.t.     |
| 10                              | Peio Bilbao        | Bahrain McLaren       | z.t.     |
|                                 |                    |                       |          |
| 36                              | Harm Vanhoucke     | Lotto Soudal          | + 3'59   |

| Algemeen klassement |                     |                       |           |
| Plaats              | Naam                | Ploeg                 | Tijd      |
| Roze trui           | João Almeida        | Deceuninck–Quick-Step | 39u38'05" |
| 2                   | Wilco Kelderman     | Team Sunweb           | + 34"     |
| 3                   | Peio Bilbao         | Bahrain McLaren       | + 43"     |
| 4                   | Domenico Pozzovivo  | NTT Pro Cycling       | + 57"     |
| 5                   | Vincenzo Nibali     | Trek-Segafredo        | + 1'01"   |
| 6                   | Patrick Konrad      | BORA-hansgrohe        | + 1'15"   |
| 7                   | Jai Hindley         | Team Sunweb           | + 1'19"   |
| 8                   | Rafał Majka         | BORA-hansgrohe        | + 1'21"   |
| 9                   | Fausto Masnada      | Deceuninck–Quick-Step | + 1'36"   |
| 10                  | Hermann Pernsteiner | Bahrain McLaren       | + 1'52"   |
|                     |                     |                       |           |
| 16                  | Harm Vanhoucke      | Lotto Soudal          | + 4'42"   |

## Opgaves
- Koen Bouwman (Team Jumbo-Visma): ploeg heeft zich teruggetrokken vanwege coronabesmettingen
- Lawson Craddock (EF Education First Pro Cycling): Niet gestart om de geboorte van zijn kind bij te wonen
- Jos van Emden (Team Jumbo-Visma): ploeg heeft zich teruggetrokken vanwege coronabesmettingen
- Tobias Foss (Team Jumbo-Visma): ploeg heeft zich teruggetrokken vanwege coronabesmettingen
- Jack Haig (Mitchelton-Scott): ploeg heeft zich teruggetrokken vanwege coronabesmettingen
- Lucas Hamilton (Mitchelton-Scott): ploeg heeft zich teruggetrokken vanwege coronabesmettingen
- Chris Harper (Team Jumbo-Visma): ploeg heeft zich teruggetrokken vanwege coronabesmettingen
- Michael Hepburn (Mitchelton-Scott): ploeg heeft zich teruggetrokken vanwege coronabesmettingen
- Damien Howson (Mitchelton-Scott): ploeg heeft zich teruggetrokken vanwege coronabesmettingen
- Steven Kruijswijk (Team Jumbo-Visma): positieve coronatest
- Tony Martin (Team Jumbo-Visma): ploeg heeft zich teruggetrokken vanwege coronabesmettingen
- Michael Matthews (Team Sunweb): positieve coronatest
- Cameron Meyer (Mitchelton-Scott): ploeg heeft zich teruggetrokken vanwege coronabesmettingen
- Christoph Pfingsten (Team Jumbo-Visma): ploeg heeft zich teruggetrokken vanwege coronabesmettingen
- Ramon Sinkeldam (Groupama-FDJ): Afgestapt tijdens de etappe wegens vermoeidheid
- Antwan Tolhoek (Team Jumbo-Visma): ploeg heeft zich teruggetrokken vanwege coronabesmettingen

1e etappe ·
2e etappe ·
3e etappe ·
4e etappe ·
5e etappe ·
6e etappe ·
7e etappe ·
8e etappe ·
9e etappe ·
10e etappe ·
11e etappe ·
12e etappe ·
13e etappe ·
14e etappe ·
15e etappe ·
16e etappe ·
17e etappe ·
18e etappe ·
19e etappe ·
20e etappe ·
21e etappe
Startlijst · Eindstanden · Afbeeldingen